# Samara (dopływ Dniepru)
Samara (ukr. Самара) – rzeka na Ukrainie, lewy dopływ Dniepru.
Źródła rzeki znajdują się na zachodnim skłonie Wyżyny Donieckiej, rzeka płynie przez Nizinę Naddnieprzańską. Długość rzeki wynosi 311 km, powierzchnia dorzecza – 22 660 km².
Największe dopływy to: Wowcza (323 km), Byk (101 km), Wełyka Terniwka (80 km) i Mała Terniwka (55 km).